# Planning chemin de fer
La planification chemin de fer est une représentation spatio-temporelle d'une planification. Il est utilisé en gestion de projet lorsque l'emplacement des tâches est important dans le processus d'ordonnancement.
Les tâches sont représentées sur un graphique XY avec l'emplacement sur un axe et un calendrier sur l'autre. Cette représentation est particulièrement adaptée pour planifier des projets s'effectuant le long d'un linéaire. Son nom « chemin de fer » vient de son utilisation première : planifier le passage des trains sur une voie de chemin de fer. Le trajet d'un train circulant est représenté par une diagonale, un train arrêté est représenté par un segment vertical. Deux lignes se croisant indiquent un accident car deux trains se trouvent alors au même endroit au même moment.

## Utilisations
Aujourd'hui, la planification chemin de fer est utilisé notamment pour :
La construction d'infrastructures linéaires neuves :
- routes,
- autoroutes,
- voies ferrées,
- voie de tramway,
- pipelines,
- tunnel ;

L'entretien d'infrastructures linéaires, notamment les voies ferrées ;
La construction de bâtiments de grande envergure ;
La construction d'infrastructures dont l'ordonnancement est contraint par de la circulation existante, par exemple l'agrandissement d'un nœud multi-modal.

## Avantages
Il permet de représenter graphiquement l'avancement du projet en intégrant la notion de cadence.
Par rapport au Diagramme de Gantt, la planification chemin de fer intègre l'emplacement des tâches. Elle permet de mieux représenter les contraintes liées à l'emplacement.

## Inconvénients
La planification chemin de fer fait face à deux inconvénients, d'une part sa compréhension n'est pas immédiate pour quelqu'un qui n'a jamais utilisé ce type d'outil, d'autant qu'il est très riche en information, d'autre part, le temps nécessaire à son élaboration et à sa mise à jour est très long.
Ces inconvénients ont aujourd'hui disparu avec l'apparition de logiciels dédiés. Le dessin de la planification peut être automatisé. Un logiciel comme Tilos, offrant une large gamme d'outils graphiques qui répondent à un large éventail d'activités, permet de gérer toutes les activités linéaires d'un projet mais également les travaux non-linéaires, puisqu'aujourd'hui il présente diagramme de Gantt très évolué. Un logiciel comme DynaRoad facilite la familiarisation avec la représentation chemin de fer en permettant lui aussi l'édition d'un diagramme de Gantt synchronisé à la planification chemin de fer.

## Logiciels spécialisés
- Tilos, planification linéaire
- DynaRoad, construction d'infrastructures
- LeanCo, construction